# 贾斯珀县 (伊利诺伊州)
贾斯珀縣（英語：Jasper County）是美國伊利諾伊州東部的一個縣。面積1,290平方公里。根據美國2000年人口普查，共有人口10,117人。縣治牛頓（Newton）。
成立於1831年2月19日，縣名是紀念美國獨立戰爭軍人威廉·贾斯珀（William Jasper）。
Template:贾斯珀縣 (伊利諾伊州)